# ترسنوراجس
ترسنوراجس، (بالإنجليزية: Tresnuraghes)‏، هي بلدية، في مقاطعة أوريستانو، في إقليم سردينيا الإيطالي، وتقع على بعد حوالي 130 كم (81 ميل) شمال غرب أوريستانو. الاسم يعني ثلاثة نوراك في سردينيا.

## السكان
في سنة 1861 بلغ عدد السكان 1٬565 نسمة، وتطور العدد ليصل في سنة 2011 لـ 1٬215 نسمة.
يظهر هذا المخطط البياني تطور النمو السكاني لـ ترسنوراجس